# Stativ
Stativ je deo laboratorijske opreme, na koji se pomoću klemni mogu učvrstiti epruvete i drugi pribor, na primer birete koje se koriste u titraciji. On se takođe koristi prilikom filtracije.
Stativi su obično napravljeni od hemijski otpornih metala i mogu da budu pokriveni slojem kalaja/aluminijuma radu dodatne zaštite.